# Burnakovo (Oblast' di Jaroslavl')
Burnakovo è un centro abitato della Russia.